# Manuel Alba Bauzano
Manuel Alba Bauzano (Alcalá de los Gazules, Cádiz, 8 de abril de 1898 – †?), maestro, poeta, traductor y político. Vicepresidente del Tribunal de Garantías Constitucionales de la Segunda República entre 1936 y 1939.

## Biografía
Tras ejercer algunos años como maestro en Madrid, en 1930 se trasladó a Badajoz como funcionario técnico de Hacienda. Allí se afilió a la Agrupación Socialista y ocupó cargos de dirección en la Federación de Trabajadores de la Tierra  y en la Ejecutiva provincial del PSOE y la UGT. Desde 1933 fue vocal del Tribunal de Garantías Constitucionales por Extremadura y vicepresidió este órgano entre 1936 y 1939.
Al estallar la Guerra Civil, se exilió a Francia, pasando un tiempo en Besanzón. Posteriormente, embarcó en el vapor Nyassa rumbo a México. Desembarcó en Veracruz el 22 de mayo de 1942.
Iniciado en la masonería en 1921, perteneció a la logia Resurrección de Madrid con el nombre simbólico de Espronceda.
Fue un gran conocedor de la lengua francesa. Tradujo del francés al castellano Le Petit Prince  y Les Fleurs du mal.